# António José Teixeira de Abreu

António José Teixeira de Abreu.

António José Teixeira de Abreu (Cabanas, Carregal do Sal,  8 de Dezembro de 1865 — Coimbra, 8 de Dezembro de 1930) foi um advogado, professor, deputado e ministro português.

## Biografia
Licenciou-se em Direito em 2 de outubro de 1895, pela Universidade de Coimbra. Em sua carreira política, como deputado e militante político, acompanhou João Franco, quando da cisão do Partido Regenerador, em que ambos militavam. Em 2 de maio de 1907 assumiu o cargo de ministro da Justiça, permanecendo neste cargo até à queda do ministério, em virtude do regicídio de 1908. No cargo de ministro da Justiça, assumiu alguns dos actos mais repressivos da Monarquia de D. Carlos, sendo quem levou a Vila Viçosa, para assinatura de D. Carlos, o decreto que reprimia os crimes de sublevação. Após a proclamação da República, Teixeira de Abreu fo impedido de exercer a sua profissao de professor se não jurasse a Republica. Quando saiu da prisão achou por bem exilar-se em São Paulo. Regressou em 1927, data que foi reintegrado no corpo docente da Universidade de Coimbra.[carece de fontes?]
Morreu em Coimbra a 8 de Dezembro de 1930.
Graças às desavenças na Câmara dos Deputados com o seu primo em segundo grau D. Antonio Viana Telles de Abreu, do Partido Progressista, deixaram de falar ate 1918.

## Descendentes
Bisneto - Miguel Teixeira de Abreu (1959 - ) sócio fundador da Abreu Advogados.

## Obras
- ABREU, Antonio José Teixeira de. Lições de direito civil português: para uso dos seus discípulos. Coimbra: França Amado-Editor. 1898 - 481 p.[4]